# Nore Norold
Frank Nore Ingemar Norold, född 3 januari 1938 i Laholm, död där 22 juli 2004, var en excentrisk amatörfilmare och lokalkändis i Laholm. Han hade smeknamnet Laholms Fellini och blev känd för sina konstnärligt komplexa filmer, bland dessa: Terror, Kalla kårar och Linda flickebarn.

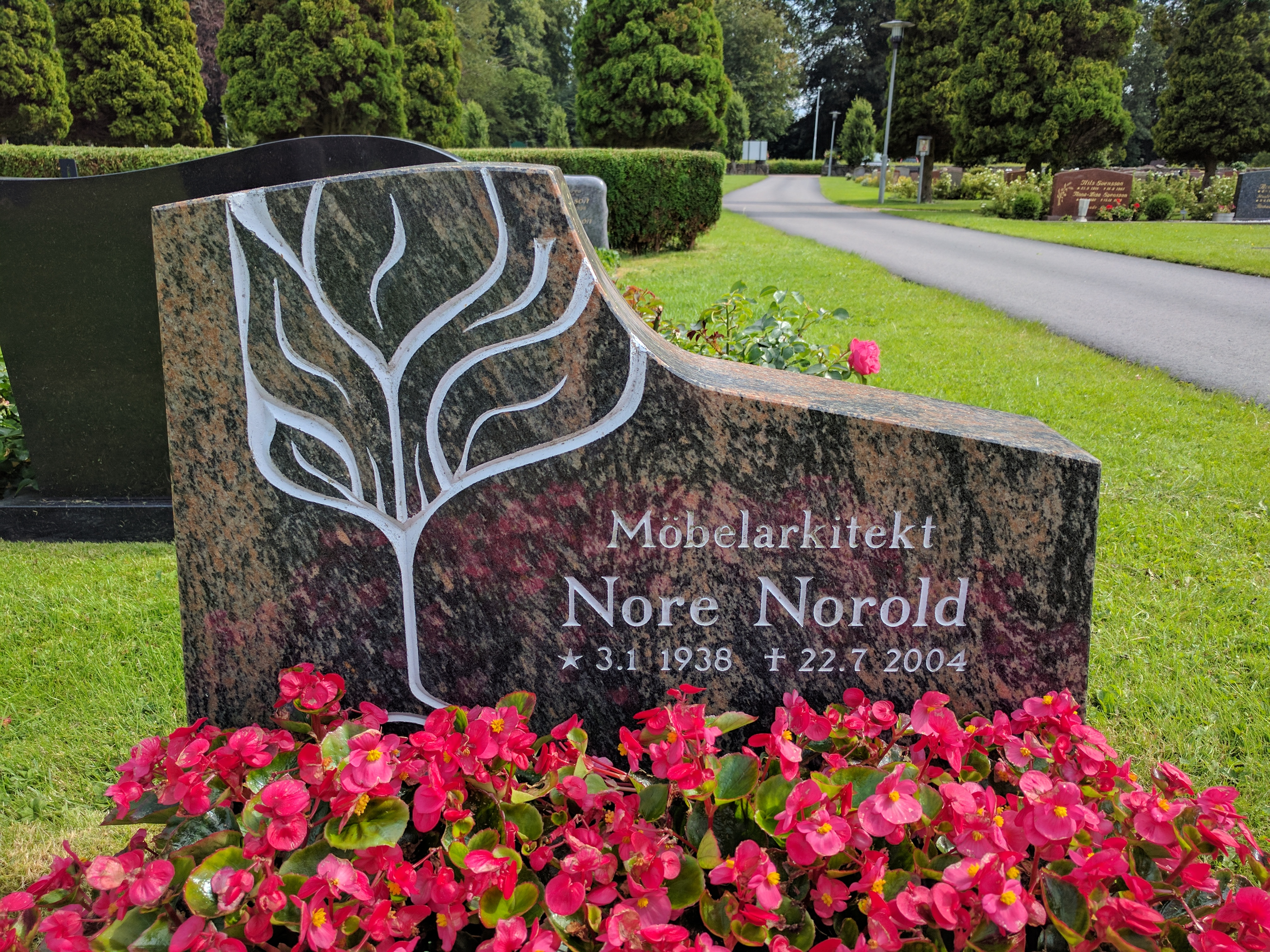
Nore Norolds grav på Laholms kyrkogård.

## Biografi

### Uppväxt
Nore Norold växte upp i Laholm där också hans filmer utspelas. Nore växte upp med sin mor och far. Som barn studerade han vid  Parkskolan i Laholm. Hans mor och far har beskrivits som överbeskyddande och hans skolgång och möjligheter till att träffa jämnåriga vänner blev lidande då föräldrarna till viss del höll Norold borta från skolan. När Norold diagnosticerades med diabetes hemskolades han till viss del.
Nore Norold har som ung beskrivits som en välklädd, men ensam pojke. Han hade mycket leksaker men få vänner i sin egen ålder. Hans umgängesliv som pojke bestod till dominerande del av föräldrarna och deras bekantskapskrets. Som ung man korresponderade han med olika kvinnor. Han var också under en period förlovad.

### Företag

#### Nya möbelaffären

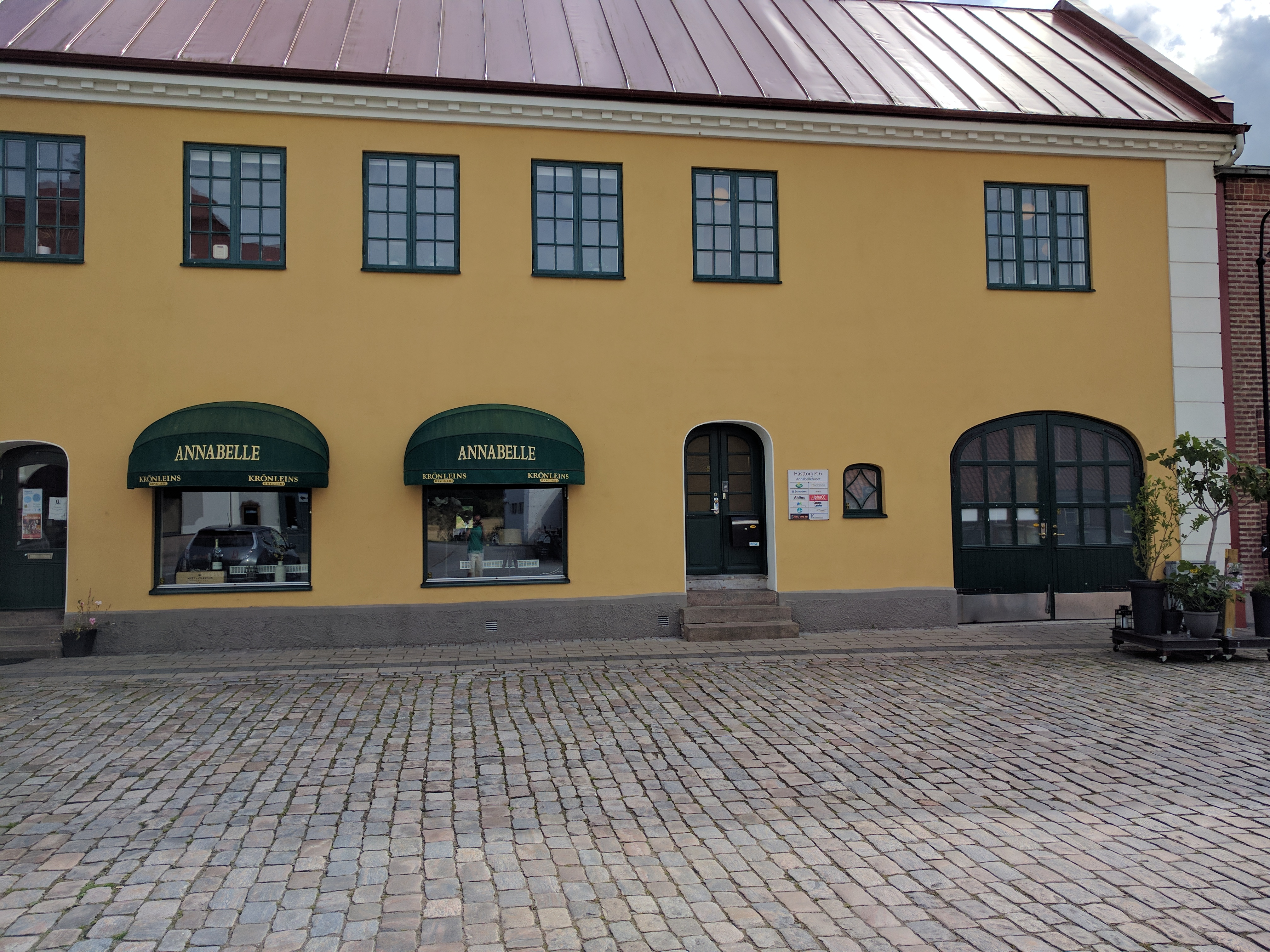
I det här huset på Hästtorget i Laholm hade Nore Norold sin möbelaffär. Studion fanns på ovanvåningen.

Nya möbelaffären vid Hästtorget i Laholm öppnades 1936 av Nore Norolds föräldrar. När Nore tog över affären utökades utbudet till att även innefatta leksaker, kuriosaartiklar samt egenhändigt målade jultallrikar. På övervåningen låg Norolds filmstudio där många scener i hans filmer spelades in.

#### Lafon
Lafon var Nore Norolds film- och skivbolag. Bolaget gav ut diverse vinylskivor med svenska artister. Norolds filmer släpptes även de under bolaget Lafon.

### Medverkan i reklam
Under åren 2001-2002 sändes en rad reklamfilmer producerade av reklambyrån Acne för telekomföretaget Telias nummerupplysningstjänst 118888. Reklamfilmerna anspelade i stil tydligt på Norolds filmer. I filmerna medverkade bland annat skådespelarna Eva Bokros, Lars Nilsson samt Nore Norold själv. Eva Bokros och Lars Nilsson förekommer återkommande som skådespelare i Nores filmer. 

### Död och övrigt
Vid Norolds död uppstod ett problem på grund av de krav han ställt i sitt testamente. Han hade testamenterat sina fastigheter och övriga tillgångar, inklusive 30 katter, till Djurens rätt. Det var dock villkor att en del av fastigheten skulle bli museum och resten inte fick hyras ut. Detta skulle bli för kostsamt, så Djurens rätt tackade nej. Även Svenska Diabetikerförbundet tackade nej. Huset köptes 2008 av fastighetsbolaget Nemea.
Nore Norolds filmer gavs ursprungligen ut på VHS och kunde hyras hos lokala videouthyrningsbutiker. Först 2014, tio år efter hans död, gavs hans filmer ut på DVD i form av en samlingsbox bestående av hans långfilmer, kortfilmen Torpar-Kalle kommer till stan samt en dokumentär om honom med titeln Han levde sin dröm….

## Norold i kulturen
Dokumentärfilmen Han levde sin dröm av journalisten Kathinka Lindhe och Lennart Sandén premiärvisades på biograf Maxim i Laholm i samband med Laholms filmdagar 2014. Filmen finns även utgiven på DVD i Noreboxen.
Tio år efter Norolds död, 2014, instiftades Norepriset till hans minne. Priset tilldelas laholmare som följer sina drömmar och går sin egen väg.
Norold var i november 2024 ämnet för Snedtänkt i Sveriges Radio.

## Filmografi
- Dokumentären Laholm, den lilla staden med de stora konstverken (1966) (kortfilm)
- Torpar-Kalle kommer till stan (1983) (kortfilm)
- Anna-Lena (1986)
- Terror (1989)
- Kalla kårar (1992)
- Linda Flickebarn (1995)
- Bekännelsen (1998)
- Svunnen kärlek (2003)

Hans filmografi finns kommenterad i artikeln Nore Norold – Djupdykning i en märklig filmografi.